# Линия электропередачи над Суэцким каналом

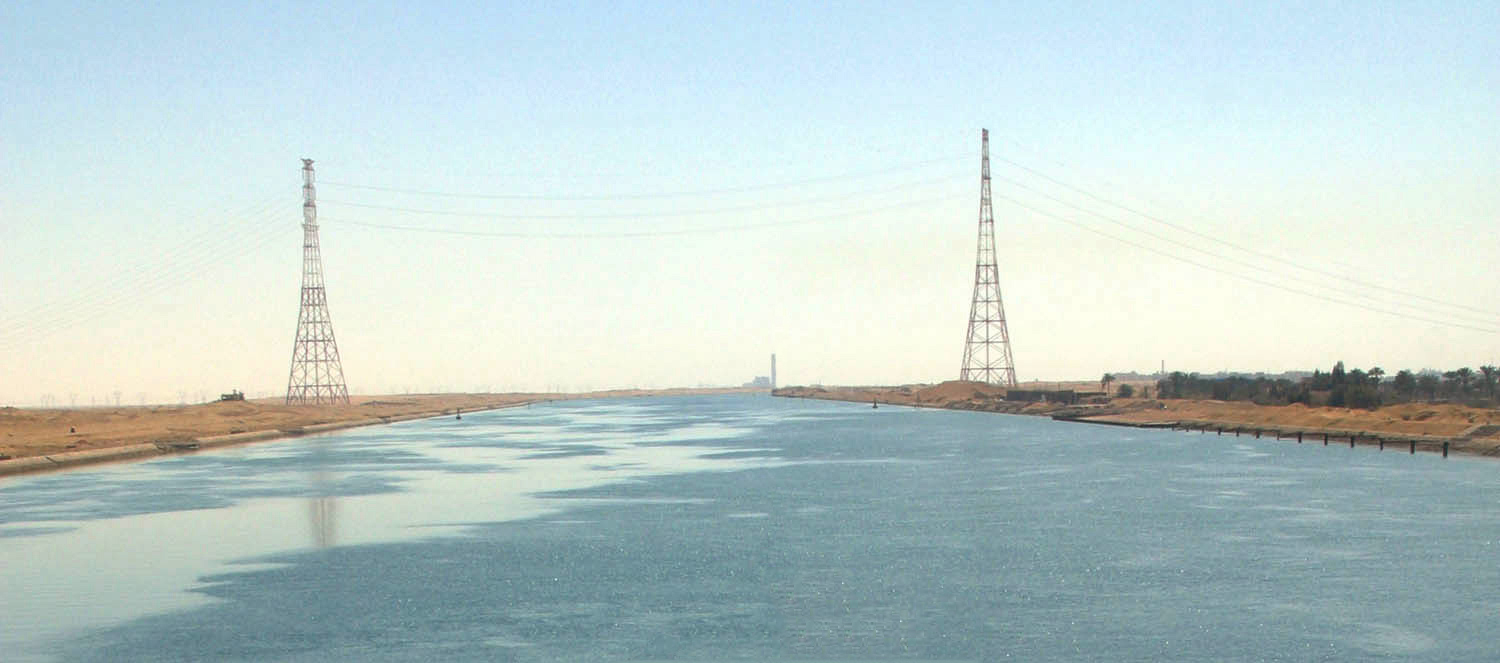
Место пересечения

Ли́ния электропереда́чи над Суэ́цким кана́лом — построенная в 1998 году в египетском городе Суэце линия электропередачи, проходящая над Суэцким каналом. Состоит из двух 500-киловольтных линий.
Так как по требованиям безопасности судовождения провода требовалось расположить на высоте 150 метров, линия была подвешена на двух опорах высотой 221 метр, расположенных на берегах канала. Каждая из опор имеет четыре подвеса: 3 для проводников и один для удержания проводников в случае разрушения изоляторов.

## Развитие региона
Линия электропередач является одним из проектов, внесших существенный вклад в развитие земель вокруг Суэцкого канала, наряду с туннелем Ахмеда Хамди (завершён в 1981 году), железнодорожным мостом «Эль-Фердан» и автомобильным мостом (завершён в 2001 году).
Пересечение было построено фирмой STFA Enerkom-Siemens Consortium.